# Bouchard Ier de Bray
Pour les articles homonymes, voir Bouchard Ier et Bouchard.
Bouchard Ier, mort après 960, seigneur de Bray, est un chevalier (miles) du Xe siècle.
Ce premier membre attesté des Burchards de Bray est un ancêtre de la maison de Montlhéry et de la maison de Montmorency.

## Biographie
Il est issu de la famille des Aubry(Albéric)-Gautier-Burchard qui fut notamment à la tête du diocèse de Sens dans le premier tiers du Xe siècle.
Bray-sur-Seine, île fortifiée à la frontière de la province de Sens sous suzeraineté de l'archevêque de Sens, fut alors confiée à des proches. Au milieu de ce siècle, Bouchard (Burchard) en est investi. Cette investiture fut vraisemblablement contestée par les Bosonides, acteurs politiques principaux à Troyes et à Sens quelques décennies plus tôt.
Le premier Bouchard fonda un prieuré dédié au saint Sauveur au nord de la Seine (commune actuelle de Saint-Sauveur-lès-Bray). La chronique sénonaise raconte qu’il y a déposé vers 958 des reliques de saint Paterne (qui fut moine à Saint-Pierre-le-Vif de Sens) et de saint Pavace (troisième évêque du Mans).
Thibaud le Tricheur, comte de Blois avait hérité de sa mère Richilde qui avait notamment dans son douaire le pagus et le château Provins. Il eut d'un premier mariage, Thibaud (mais qui mourra avant 962), une fille qui épousa Alain de Bretagne et Hildegarde. Le domaine douairier a pu servir à ses enfants de diverses façons : en détachant une partie de celui-ci avec le prieuré Saint-Sauveur et les biens et droits qui lui sont attachés, on constituera la dot de sa fille Hildegarde, l'épouse de Bouchard. Notons que son fils aîné, le jeune Thibaud, en une sorte d’apanage, eut la gestion partielle du Provinois dont certaines des fortifications stratégiques comme Centumliis ou Cent-Ulmis (les Cent-Ormes, commune actuelle des Ormes-sur-Voulzie). Ce lieu fortifié contrôle à la fois la route médiévale Sens-Provins passant par Bray et la route antique qui passait un peu plus à l’est par Jaulnes. Il apparaît comme un châtelet faisant office de poste frontière pour le comté de Provins en regard de celui de Bray-sur-Seine, pour le comté de Sens.
En tout cas, Thibaud, frère de Hildegarde et beau-frère de Bouchard, donna son consentement à la fondation religieuse qui touchait son domaine.
Boson raptor, un Bosonide Garnérien, profitant vraisemblablement des bouleversements à l'Est qui ont suivi l'intervention armée de Bruno de Cologne en 960, incendia le bourg de Bray et en reprit le château. Le premier Bouchard est alors décédé car sa veuve Hildegarde se résolut à demander le soutien du comte Renard Ier de Sens. Le comte de Sens exerça une sorte de « droit de dépouille » sur le site castral de Bray mais aussi sur le prieuré puisqu’il en rapatria les reliques dans sa tour maîtresse à Sens. Et si d’après la chronique de Sens, le comte de Blois Thibaud va exercer une pression sur Renard de Sens pour récupérer les reliques de Saint-Sauveur, c’est que ce dernier a outrepassé son droit, le prieuré étant en terre provinoise et non sénonaise. Finalement, son fils Eudes Ier récupèrera l’essentiel des biens et des droits de Saint-Sauveur et unira ce prieuré à l’abbaye chartraine de Bonneval.
Néanmoins, la famille de Bray n'a pas reçu le soutien espéré du comte de Blois, de Chartres et de Provins lors de ces événements. Les jeunes enfants de Hildegarde en sortent affaiblis. C’est en montrant leur fidélité au duc des Francs Hugues Capet dès 978, qu’ils vont pouvoir rebondir.

## Mariage et enfants
Bouchard de Bray épouse Hildegarde de Blois ; d'après Du Chesne elle est la fille de Thibaud le Tricheur († 975), comte de Blois, de Chartres, de Châteaudun, de Tours et seigneur de Provins. Le couple a pour enfants :
- Bouchard le Barbu.
- Thibaud File Étoupe.
- Albéric, seigneur de Vihiers[6].